# Klezmer
Klezmer (Jidiš: כליזמר ili קלעזמער (klezmer), mn.: כליזמרים (klezmorim) – muzički instrumenti) muzička je tradicija Aškenazi Jevreja Istočne Evrope. Svirali su ga profesionalni muzičari zvani klezmorim u ansamblima poznatim kao kapelje. Žanr se prvobitno sastojao od plesnih melodija i instrumentalnih komada za venčanja i druge proslave. U Sjedinjenim Državama žanr je znatno evoluirao nakon su jevrejski imigranti iz istočne Evrope koji su govorili jidiš, a koji su prispeli između 1880. i 1924. godine, došli u kontakt sa američkim džezom. Tokom početnih godina nakon oživljavanja klezmera sedamdesetih godina 20. veka, američki podvarijetet bio je ono što je većina ljudi znala kao klezmer, mada su u 21. veku muzičari počeli više obraćati pažnju na izvorne predžezne tradicije kao preporoditelji, uključujući Džoša Horovica, Jola Rubina, Jejla Stroma i Bob Kohen. Oni su proveli godine vršeći terenska istraživanja u istočnoj/centralnoj Evropi. Pored toga, kasniji imigranti iz Sovjetskog Saveza, poput Germana Goldenštajna, odneli su preživeli repertoar u Sjedinjene Države i Izrael tokom 1980-ih.
U poređenju sa većinom drugih evropskih narodno-muzičkih stilova, malo se zna o istoriji klezmer muzike, a mnogo toga što se o njoj govori ostaje neizvesno. Međutim, postoji veliki uticaj romske muzike, jer su mnogi Jevreji i Romi živeli rame uz rame u Evropi.

## Stil
Klezmer je lako prepoznatljiv po karakterističnim izražajnim melodijama, koje podsećaju na ljudski glas, zajedno sa smehom i plačem. To nije slučajno; stil je zamišljen da imitira hazone i paraliturško pevanje. U izvođenju ovog stila koristi se znata broj drajdleha (jidiška reč za muzičke ornamente), poput kreksa („jecanja“).

## Istorija
Biblija ima nekoliko opisa orkestara i levita koji sviraju, ali nakon uništenja Drugog hrama 70. godine, mnogi Rabini su obeshrabrivali upotrebu muzičkih instrumenata. Međutim, važnost veselja na venčanjima nije bila umanjena, i muzičari su popunili tu nišu, klezmerom. Prvi klezmer poznat po imenu bio je Jakobius ben Jakobius, svirač aulosa u Samariji u 2. veku. Najraniji pisani zapis o klezmeru je iz 15. veka. Malo je verovatno da su oni svirali muziku koja je danas prepoznatljiva kao klezmer, jer se smatra da stil i struktura klezmera kakav se danas poznaje potiču uglavnom iz Besarabije iz 19. veka, gde je napisana glavnina današnjeg tradicionalnog repertoara.
Klezmorim je veći deo svoje sekularne instrumentalne muzike zasnivao na pobožnoj vokalnoj muzici sinagoga, posebno na kantonalnoj muzici. Uprkos tome, rabini su na klezmorim, zajedno sa ostalim vidovima zabave - obično gledali s prezirom zbog njihovog sekularnog putujućeg načina života. Klezmorim je često svirali putujući romski muzičari („lautari“), jer su zauzimali slične društvene slojeve. Oni su imali veliki međusobni uticaj, muzički i jezički (opsežni klezmer argot na jidišu uključuje neke romske pozajmice).
Klezmorim je bio poštovan zbog svojih muzičkih sposobnosti i raznovrsnog repertoara, ali ni na koji način nije bio ograničen na sviranje klezmera. Ponekad su svirali za hrišćanske crkve i lokalnu aristokratiju, i podučavali neke od italijanskih klasičnih violinskih virtuoza.
Poput ostalih profesionalnih muzičara, i klezmorim su vlasti ograničavale. U Ukrajini im je bilo zabranjeno sviranje glasnih instrumenata, sve do 19. veka. Stoga su muzičari koristili violinu, cimbl (ili cimbalom) i druge žičane instrumente. Prvi muzičar koji je svirao klezmer na evropskim koncertima, Josef Gusikov, svirao je vrstu ksilofona koju je on izmislio i nazvao „instrumentom od drveta i struna“. On je nalikovao cimbalima i privukao je komentare Feliksa Mendelsona (vrlo povoljane) i Lista (osuđujuće). Kasnije, oko 1855. godine, za vreme vladavine Aleksandra II Rusije, Ukrajina je dozvolila glasne instrumente. Klarinet je počeo da zamenjuje violinu kao instrument izbora. Takođe, došlo je do prelaska na mesing i udaraljke kada su klezmorim regrutovani u vojne bendove.
Kako su Jevreji napuštali Istočnu Evropu i štetlove (pogledajte povezani članak o umetniku Hejmu Goldbergu, koji je na svojim slikama prikazivao izvođače klezmer štetla), klezmer se proširio širom sveta, u Sjedinjene Države, kao i u Kanadu, Meksiko i Argentinu. U početku, američki Jevreji nisu u znatnoj meri održavali tradiciju klezmera. Dvadesetih godina dvadesetog veka, klarinetisti Dejv Taras i Naftul Brandvejn izazvali su kratak, uticajan preporod, mada je Hankus Netski je napomenuo da su se „malo izvođača ove ere zapravo nazivalo klezmorim, a taj termin se nigde ne nalazi jevrejskom instrumentalnim zapisima tog vremena.” Sopran Isa Kremer bila je popularni eksponent jidiške pesme na međunarodnom nivou tokom prve polovine 20. veka; ona je zapažena po pravljenju nekoliko snimaka sa Kolumbija Rekordsom i često se pojavljivala u Karnegi Holu i drugim glavnim muzičkim događajima u SAD tokom perioda 1922-1950. Kako su američki Jevreji počeli da usvajaju glavne kulturne tokove, popularnost klezmera je opadala, a jevrejske proslave sve je više pratila nejevrejska muzika.
Iako su tradicionalne izvedbe bile u padu, mnogi jevrejski kompozitori koji su postigli opšti uspeh, poput Leonarda Bernstajna i Arona Koplanda, i dalje su bili pod uticajem klezmerskih idioma koji su bili naglašeni tokom njihove mladosti (kao što je to bio Gustav Maler). Džordž Geršvin je bio upoznat sa klezmer muzikom, a uvodni klarinetni glisando Rapsodije u plavom sugeriše ovaj uticaj, iako kompozitor nije direktno komponovao klezmer. Neki klarinetski stilovi svingerskih džez bendova Beni Gudmana i Artija Šoa mogu se protumačiti kao da potiču od klezmera, kao i sviranje „frajlač svinga” drugih jevrejskih umetnika tog perioda, poput trubača Zigija Elmana.
U isto vreme, nejevrejski kompozitori takođe su se okretali klezmeru kao plodnom izvoru fascinantnog tematskog materijala. Dmitrij Šostakovič se posebno divio klezmer muzici zbog prihvatina ushićenja i očaja ljudskog života, i citirao je nekoliko melodija u svojim kamernim remek-delima, Klavirski kvintet u g-molu, op. 57 (1940), Klavirski trio br. 2 u e-molu, op. 67 (1944) i Gudački kvartet br. 8 u c-molu, op. 110 (1960).
Sredinom i krajem 1970-ih došlo je do oživljavanja klezmerom u Sjedinjenim Državama i Evropi, predvođenog Giorom Fajdmanom, Klezmorimom, Zev Feldmanom, Andijem Statmanom i Klezmerskim konservatoriskim bendom. Oni su svoj repertoar generisali iz snimaka i radova preživelih muzičara američkog klezmera. Godine 1985, Henri Sapoznik i Adrien Kuper osnovali su KlezKamp da bi predavali klezmer i drugu jidiš muziku.
Osamdesetih godina 20. veka dogodio se drugi talas preporoda, jer je raslo interesovanje za tradicionalnije inspirisane predstave sa žičanim instrumentima, uglavnom među nejevrejima iz Sjedinjenih Država i Nemačke. Muzičari su počeli da proučavaju starije radove evropskog klezmera, slušajući snimke, pronalazeći transkripcije i praveći terenske snimke nekoliko preostalih klezmora u istočnoj Evropi. Ključni izvođači u ovom stilu su Jol Rubin, Budovic, Kevrisa, Di Naje Kapeli, Jejl Strom, Čikaški klezmerski ansambl, Maksvel strit klezmerski bend, violinisti Alisija Svigals, Stiven Grinman, Kuki Segelstajn i Eli Rosenblat, flautistkinja Adrijana Grinbaum, i svirač cimbala Pit Rašefski. Drugi umetnici poput Jejla Stroma koristili su svoja terenska istraživanja i snimke iz 1981. godine u Centralnoj i Istočnoj Evropi kao temelj za veću fuziju između tradicionalnog repertoara i originalnih kompozicija, kao i ugrađivanja romskog muzičkog elementa u jevrejski stil. U ovom periodu pojavili su se i bendovi poput Hrabri stari svet, Hot Pstromi i The Klezmatics.
Devedesetih godina muzičari iz oblasti zaliva San Franciska pomogli su održanju daljeg interesovanja za muziku klezmera odvodeći je na novu teritoriju. Klarinetista Ben Goldberg i bubnjar Keni Volesen, nakon sviranja u grupi The Klezmorim sa sedištem u zalivskoj oblasti, formirali su hvaljeni Nju klezmer trio, otvorivši vrata radikalnim eksperimentima sa muzikom Aškenazija i popločavši put za Masadu Džona Zorna, Naftulov Dream, Don Bajronov Projekat Mikija Kaca i klezmer/džez/bliskoistočni fuzioni bend Davka violiniste Danijela Hofmana. Njuorleanski Klezmer All-Stars takođe je formiran 1991. godine mešavinom stilova fanka, džeza i klezmera Nju Orleansa.
Interes za klezmer održava i podržava niz poznatih avangardnih džez muzičara, kao što su Džon Zorn i Don Bajron, koji ponekad stapaju klezmer sa džezom. Melodije klezmera su nedavno uključene u pesme trećetalasnog ska benda Stritlajt Manifesto. Pevač/tekstopisac Tomas Kalnoki često zastupa duvački žanr ruskog i jevrejskog porekla.
Mames Babegenuš je formiran u Kopenhagenu u Danskoj 2004. godine od snažnih skandinavskih korena spojenih sa tradicionalnim klezmerom, pod uticajem majstora poput Naftule Brandvajn, Abea Švarca i Dejva Tarasa. Do danas je bend razvio novi zvuk modernog klezmera, favorizujući obod klezmera da se uključile mnoge kulture i izvodeći turneje širom sveta. Najnoviji album benda Mames Babegenuš sa strunama (2017) toplo je primljen sa kritikama na novou od 5-6 zvezdica u časopisima kao što su Songlajns i fRuts.
Počevši od 2008. godine, projekat „Drugi Evropljani“, koji je finansiralo nekoliko kulturnih institucija EU, proveo je godinu dana radeći intenzivna terenska istraživanja u Moldaviji pod vođstvom Alana Berna i naučnika Zeva Feldmana. Njihova namera je bila da istraže korene klezmera i lautara, i da spoje muziku dve „druge evropske“ grupe. Nastali bend sada nastupa na međunarodnom nivou. Kao i kod ovog ansambla, grupe poput Di Naje Kapelje i Jejl Strom & Hot Pstromi uključuju romske muzičare i elemente od njihovog nastanka.
U Izraelu se u 20. veku razvila posebna tradicija klezmera. Klarinetisti Moše Berlin i Avrum Leib Berstajn poznati su zastupnici klezmer stila u Izraelu. Da bi sačuvao i promovisao klezmer muziku u Izraelu, Berstajn je osnovao Jerusalimsko udruženje klezmera, koje je postalo centar za učenje i izvođenje klezmerske muzike u toj zemlji.

## Literatura
- „About the Klezmer Revival”. klezmershack.com. Приступљено 19. 1. 2016.
- „YIVO | Music: Traditional and Instrumental Music”. Yivoencyclopedia.org. Приступљено 2016-01-19.
- „The Main Klezmer Modes”. klezmershack.com. 24. 7. 1999. Приступљено 19. 1. 2016.
- „Ofer Ben-Amots: The Klezmer Concerto”. Bernstein Artists, Inc. 2006. Архивирано из оригинала 6. 6. 2014. г. Приступљено 6. 6. 2014.
- Ben-Amots, Ofer (2006). Klezmer Concerto. Colorado Springs: The Composer's Own Press. ISBN 978-1-939382-07-8.
- „Budowitz Homepage”. Budowitz.com. Приступљено 2016-01-19.
- „KLEZMER MUSIC”. users.ch. Приступљено 19. 1. 2016.